# Pablo Andrés Aguilar
Pablo Andrés Aguilar (Villa Mercedes, 13 settembre 1984) è un ex calciatore argentino, di ruolo difensore.

## Caratteristiche tecniche
È un terzino destro.

## Carriera
È cresciuto nelle giovanili del Chacarita Juniors.